# Bachianas brasileiras

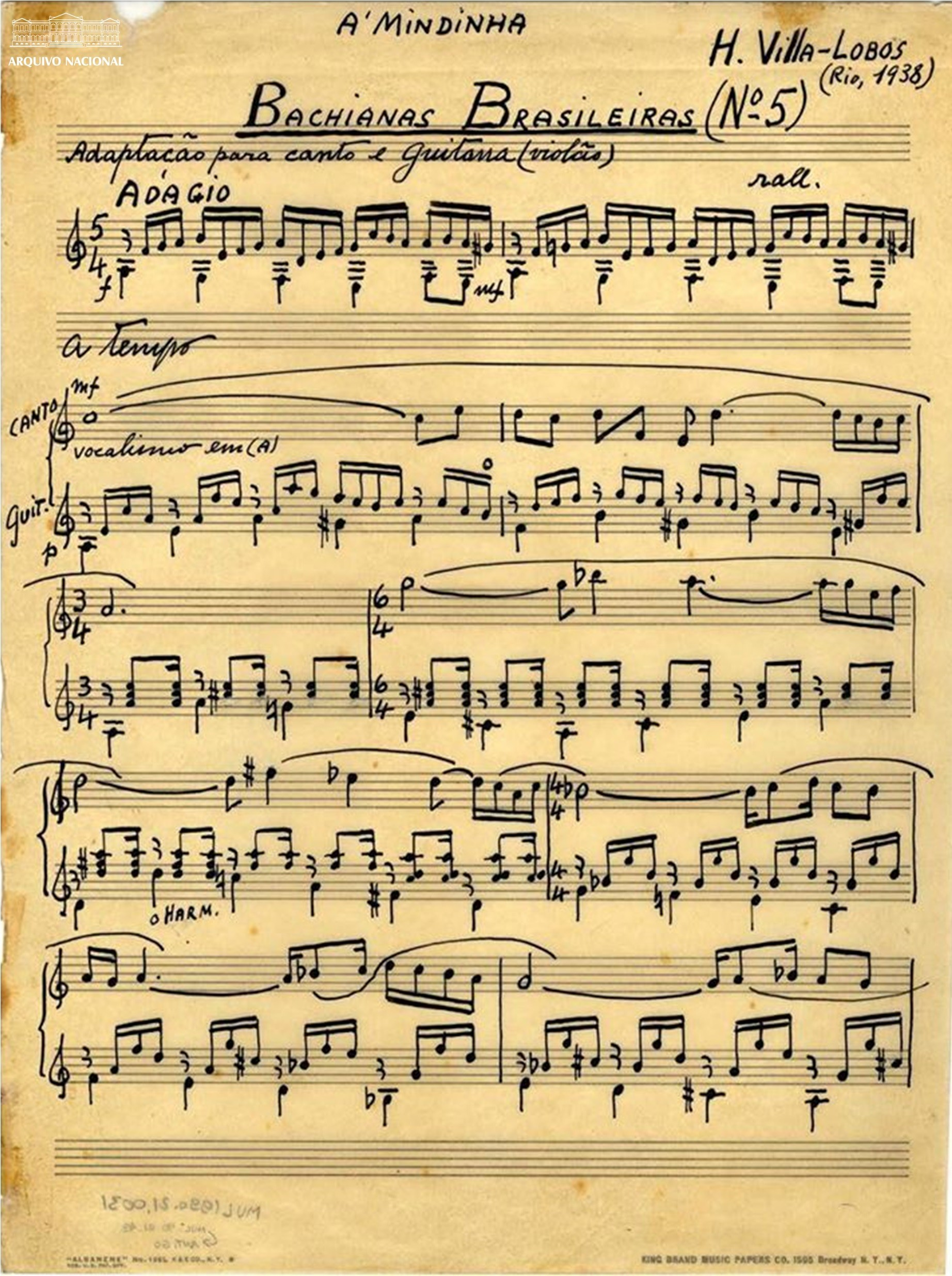
La imagen de Bachianas Brasileras.

Las Bachianas brasileiras son un grupo de obras creadas por el compositor brasileño Heitor Villa-Lobos entre los años 1930 y 1945. Aunque llamadas igual, estas nueve piezas no están pensadas para ser interpretadas de forma continua, aunque guardan una relación singular. Villa-Lobos les otorgó este nombre debido a que en todas quiso fusionar el folclore brasileño con el estilo y la forma de componer del compositor barroco alemán Johann Sebastian Bach, a quien admiraba. Por lo tanto, no cumplen una plantilla instrumental fija, cada una tiene una formación distinta, agrupaciones camerísticas, orquestales, etc. Sus movimientos utilizan la terminología musical barroca junto con un término brasileño. Aunque las trató por separado, siempre las llamó en plural para designarlas.

## Piezas
Bachianas Brasileiras n.º 1
Compuesta en 1930, para conjunto de ocho violonchelos, tuvo su primera interpretación dirigida por el propio Villa-Lobos, el 22 de septiembre de 1932.
- Introducción (Embolada)
- Preludio (Modinha)
- Fuga (Conversa) (Conversation)

Bachianas Brasileiras n.º 2
Creada en 1930, para orquesta, se estrenó en Venecia, bajo la dirección de Alfredo Casella. 
- Preludio (O canto do capadocio)
- Aria (O canto da nossa terra)
- Danza (Lembrança do sertão)
- Tocata (O trenzinho do caipira)

Bachianas Brasileiras n.º 3
Escrita en 1938 para piano y orquesta, se dio a conocer al público el 19 de febrero de 1947, con José Vieira Brandão al piano.
- Preludio (Ponteio)
- Fantasía (Devaneio) (Digression)
- Aria (Modinha)
- Tocata (Picapau)

Bachianas Brasileiras n.º 4
Fue compuesta en 1930, para piano solo, y estrenada por Vieira Brandão, el 27 de noviembre de 1939. El arreglo para orquesta, de 1941, fue presentado al público el 15 de julio de 1942, en un concierto dirigido por Villa-Lobos. 
- Preludio (Introdução)
- Coral (Canto do sertão)
- Aria (Cantiga)
- Danza (Mindinho)

Bachianas Brasileiras n.º 5
La más famosa del ciclo, para soprano y conjunto de ocho violoncelos. 
- Aria (Cantilena) (letra Ruth V. Corrêa) (Posteriormente arreglada por Villa-Lobos para soprano con acompañamiento de guitarra). Este Aria es el trabajo más conocido de Villa-Lobos.
- Danza (Martelo) (letra de Manuel Bandeira)

Bachianas Brasileiras n.º 6
Compuesta en 1938 para flauta y fagot, se estrenó el 24 de septiembre de 1945. 
- Aria (Chôro)
- Fantasía

Bachianas Brasileiras n.º 7
De 1942, para orquesta, se estrenó el 13 de marzo de 1944, dirigida por Villa-Lobos.
- Preludio (Ponteio)
- Giga (Quadrilha caipira)
- Tocata (Desafío)
- Fuga (Conversa)

Bachianas Brasileiras n.º 8
Escrita para orquesta en 1944, estrenada en Roma el 6 de agosto de 1947, con la Orquesta de la Academia de Santa Cecilia, dirigida por Villa-Lobos. 
- Preludio
- Aria (Modinha)
- Tocata (Catira batida)
- Fuga

Bachianas Brasileiras n.º 9
La última del ciclo, compuesta para orquesta de cuerdas en 1945. Contó con Eleazar de Carvalho dirigiendo la orquesta, presentándola al público el 17 de noviembre de 1948.
- Preludio
- Fuga